# Chuck Fletcher
Chuck Fletcher (* 29. April 1967 in Montréal, Québec) ist ein kanadischer Eishockeyfunktionär. Zuletzt fungierte er von Dezember 2018 bis März 2023 als General Manager der Philadelphia Flyers aus der National Hockey League (NHL), nachdem er zuvor in gleicher Funktion bereits für die Florida Panthers und die Minnesota Wild tätig war.

## Karriere
Cliff Fletcher beendete 1990 sein Studium an der Harvard University und arbeitete anschließend im Management für Hockey Canada sowie für Newport Sports Management, einer Agentur für Eishockeyspieler. 1993 wechselte er in die Organisation der Florida Panthers aus der NHL, bei denen er in der Folge bis 2002 tätig war. In dieser Zeit fungierte er hauptsächlich als Assistent des General Managers, zeitweise als General Manager der Louisville Panthers aus der American Hockey League, dem Farmteam Floridas, sowie interimsweise auch als General Manager der Florida Panthers. Anschließend war Fletcher von 2002 bis 2006 für die Mighty Ducks of Anaheim tätig, ebenfalls als Assistent des General Managers sowie als Director of Hockey Operations. 2006 stellten ihn in gleicher Funktion die Pittsburgh Penguins ein, bei denen er ebenfalls das Farmteam als General Manager betreute, die Wilkes-Barre/Scranton Penguins.
Im Mai 2009 stellten ihn dann die Minnesota Wild als neuen General Manager vor, bei denen er die Nachfolge von Doug Risebrough antrat. Unter seiner Führung erreichte das Team von 2013 bis 2018 sechs Mal in Folge die Playoffs, scheiterte dort jedoch regelmäßig früh, zuletzt drei Mal in der ersten Runde, sodass sein auslaufender Vertrag nach der Saison 2017/18 nicht verlängert wurde.
Bereits im Dezember 2018 wurde der Kanadier erneut als General Manager in der NHL angestellt, als er bei den Philadelphia Flyers die Nachfolge von Ron Hextall antrat. Dort war er bis März 2023 tätig, ehe er entlassen und durch seinen bisherigen Assistenten Daniel Brière ersetzt wurde.
Fletcher ist verheiratet und Vater zweier Kinder. Sein Vater Cliff Fletcher war ebenfalls als Funktionär in der NHL tätig, insbesondere als General Manager der Atlanta/Calgary Flames sowie der Toronto Maple Leafs, und wurde 2004 in die Hockey Hall of Fame aufgenommen.